# Перепелятников, Яков Иванович
Яков Иванович Перепелятников (4 апреля 1915 года, Астраханская губерния — 21 февраля 1991 года, Волжский, Волгоградская область) — тракторист Стахановской МТС Октябрьского района Сталинабадской области, Таджикская ССР. Герой Социалистического Труда (1949).

## Биография
Родился в 1915 году в одном из сельских населённых пунктов Астраханской губернии (на территории современной Калмыкии). Со второй половины 1940-х годов — механизатор, тракторист Стахановской МТС Октябрьского района Сталинабадской области.
В 1948 году собрал в среднем по 45,7 центнеров египетского хлопка с каждого гектара на площади 107,5 гектара. Указом Президиума Верховного Совета СССР от 3 мая 1949 года «за получение высоких урожаев хлопка в 1948 году» удостоен звания Героя Социалистического Труда с вручением ордена Ленина и золотой медали «Серп и Молот».
С 1951 года трудился механизатором на строительстве Сталинградской ГЭС (с 1961 года — Волжская ГЭС). Позднее работал в СМУ «Волгоградгидрострой» на строительстве Волжского.
Проживал в посёлке Средняя Ахтуба, позднее — в Волжском.
Скончался в 1991 году.